# 宋宁
宋宁（1951年9月—），男，汉族，江苏人，中共党员，曾任中国通用技术集团副总经理。

## 生平
1977年本科毕业于安徽师范大学。毕业后留校任教。1987年至1990年，在武汉大学攻读博士研究生。随后进入国家国有资产管理局工作，先后任副处长，综合司处长、副司长，国有资产管理科学研究所副所长。1996年调至国务院研究室工作，先后任国务院研究室工业交通司副司长，综合研究司副司长、司长，宏观经济司司长。2004年4月，任中国通用技术（集团）控股有限责任公司党组成员、董事、副总经理。2012年2月，因年龄原因不在担任中国通用技术集团领导职务。
2012年6月，获聘中国电子信息产业集团有限公司外部董事。2013年4月，获聘一汽股份外部董事。2013年12月，卸任中国汽研董事长。2018年3月，再次被聘任为中国电子信息产业集团外部董事，聘期至2019年9月。